# 존 밀스
존 밀스 경(영어: Sir John Mills, CBE, 1908년 2월 22일 ~ 2005년 4월 23일)은 잉글랜드의 배우이다.
영화 《라이언의 딸》에서 마이클 역을 맡아 1970년 아카데미 남우조연상을 받았다.

## 서훈
- 1960년 대영 제국 훈장 3등급(CBE) 수훈[1]
- 1976년 기사작위(Knight Bachelor) 서임[2]